# 新栄
- 日本 > 愛知県 > 名古屋市 > 中区 > 新栄・新栄町
- 日本 > 愛知県 > 名古屋市 > 千種区 > 新栄

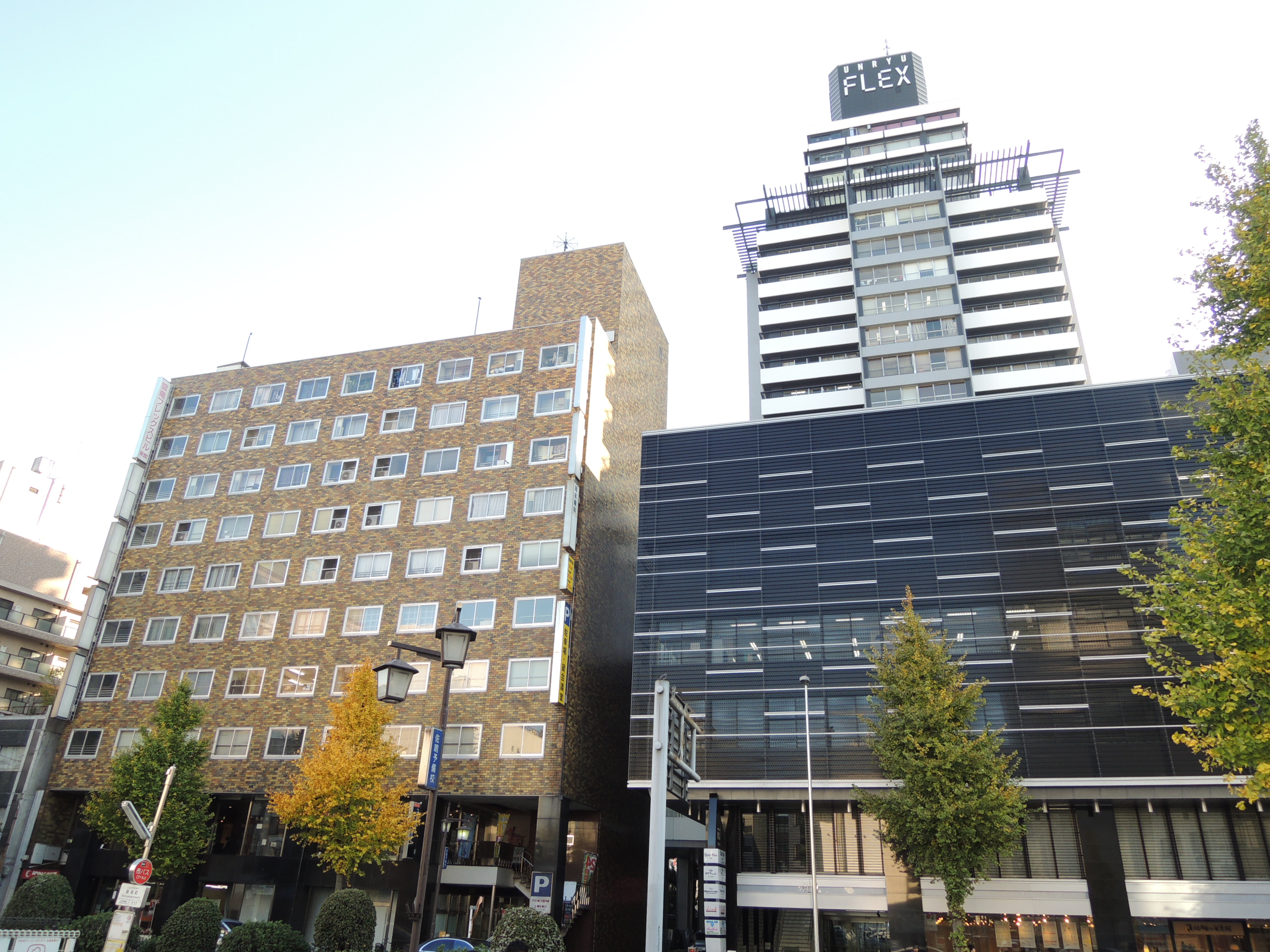
雲竜フレックスビル（新栄二丁目）

新栄（しんさかえ）は、愛知県名古屋市中区及び千種区にある地名。従来からの町名である「新栄町（しんさかえまち）」と住居表示の実施による「新栄（しんさかえ）」がある。

## 概要
本項で扱う地域には、1907年（明治40年）に成立し現存する町である「新栄町」と1977年（昭和52年）の住居表示の実施により生まれた町丁である「新栄一丁目・二丁目・三丁目」がある。以降では両者を「新栄町」「新栄」と記述分けする。
なお日常会話等で「新栄にある～」という表現がされた場合、その意味するところが「（地下鉄）新栄（町駅の近隣）にある～」であることも現実には多い。その場合の「新栄」は、新栄町駅南側の住居表示地域「新栄」のみならず、新栄町駅北側に位置する「東区葵一丁目・二丁目」「東区東桜二丁目」、広小路通沿い北側に位置する「中区葵一丁目・二丁目」「中区東桜二丁目」なども併せた一帯を示す概念として用いられている。
本用法における「新栄」が指し示す地域の範囲については、明確に定義づけることが現状困難なため、以下の本項では取り扱わない。
住居表示「新栄」は、当地域の大部分が名古屋市立新栄小学校区であること、および「新しく栄える町であって欲しい」という願いを込めて付けられたとされる。
「新栄町」は全域が中区所在、「新栄」はそのほとんどが中区所在であるが、JR中央本線沿いの新栄三丁目の一部は千種区所在となっている。
特色としてはビジネス街、商業地、住宅街が混在した地域であると言える。「新栄町」地区は広小路通沿いに大小のオフィスビルが立ち並ぶ。「新栄」地区のうち空港線と広小路通に面した地域は歓楽街（東新町）としても発展している。外国系の店も多く、それに伴って外国人の居住者も多い。「新栄」地区南部の新栄二丁目・三丁目の市道赤萩町線沿線、新栄一丁目の若宮大通沿線には、広範囲にわたって名古屋市市営住宅（新栄荘1棟～7棟、千種荘、千早荘1棟～2棟）が点在する。
ランドマークとしては雲竜フレックスビル（新栄二丁目、地上高90m）、アクシオス千種（新栄三丁目、地上高108.43m）などが挙げられる。

## 沿革
以下『なごやの町名』を主な出典として記述する。

### 新栄町

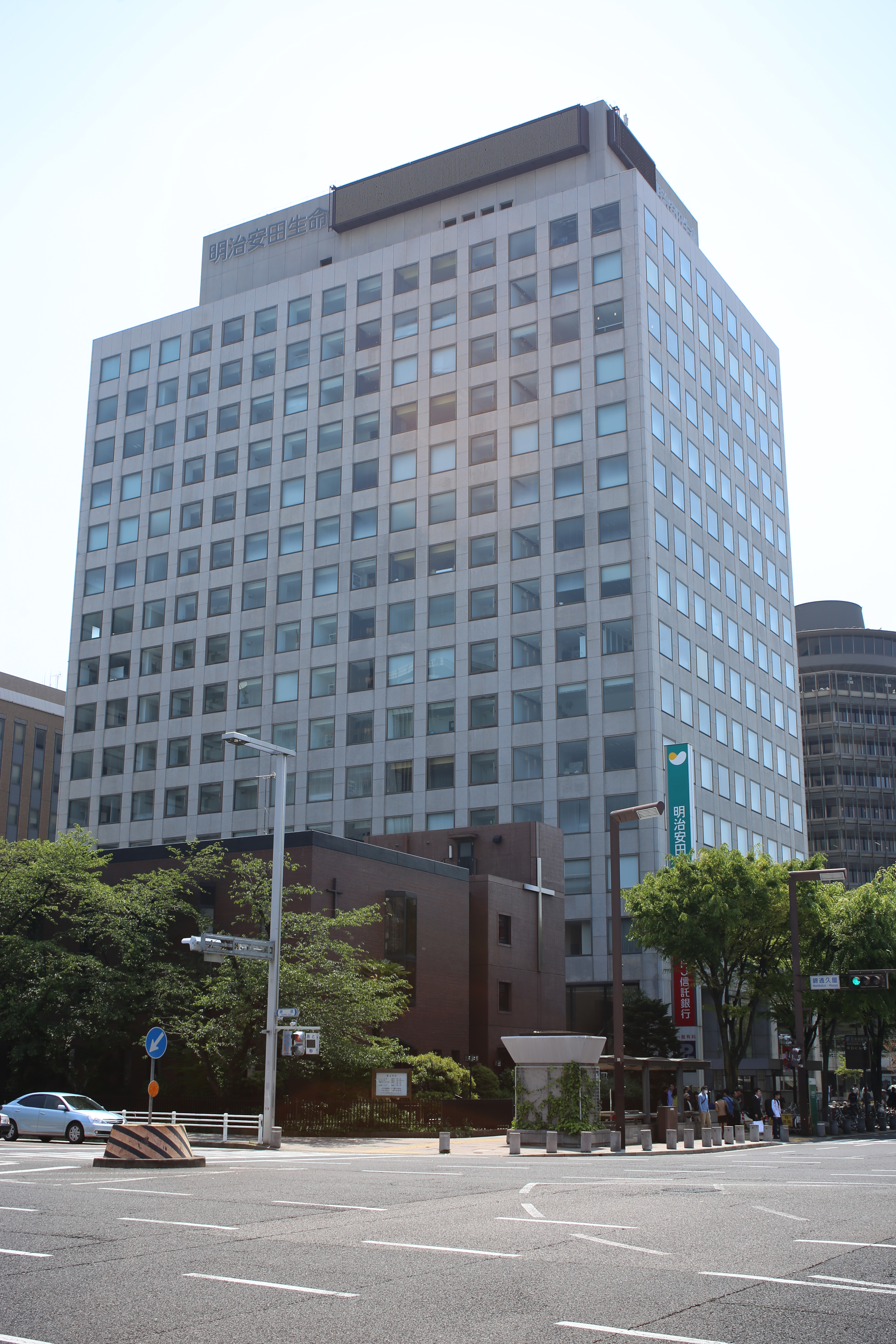
明治安田生命名古屋ビル
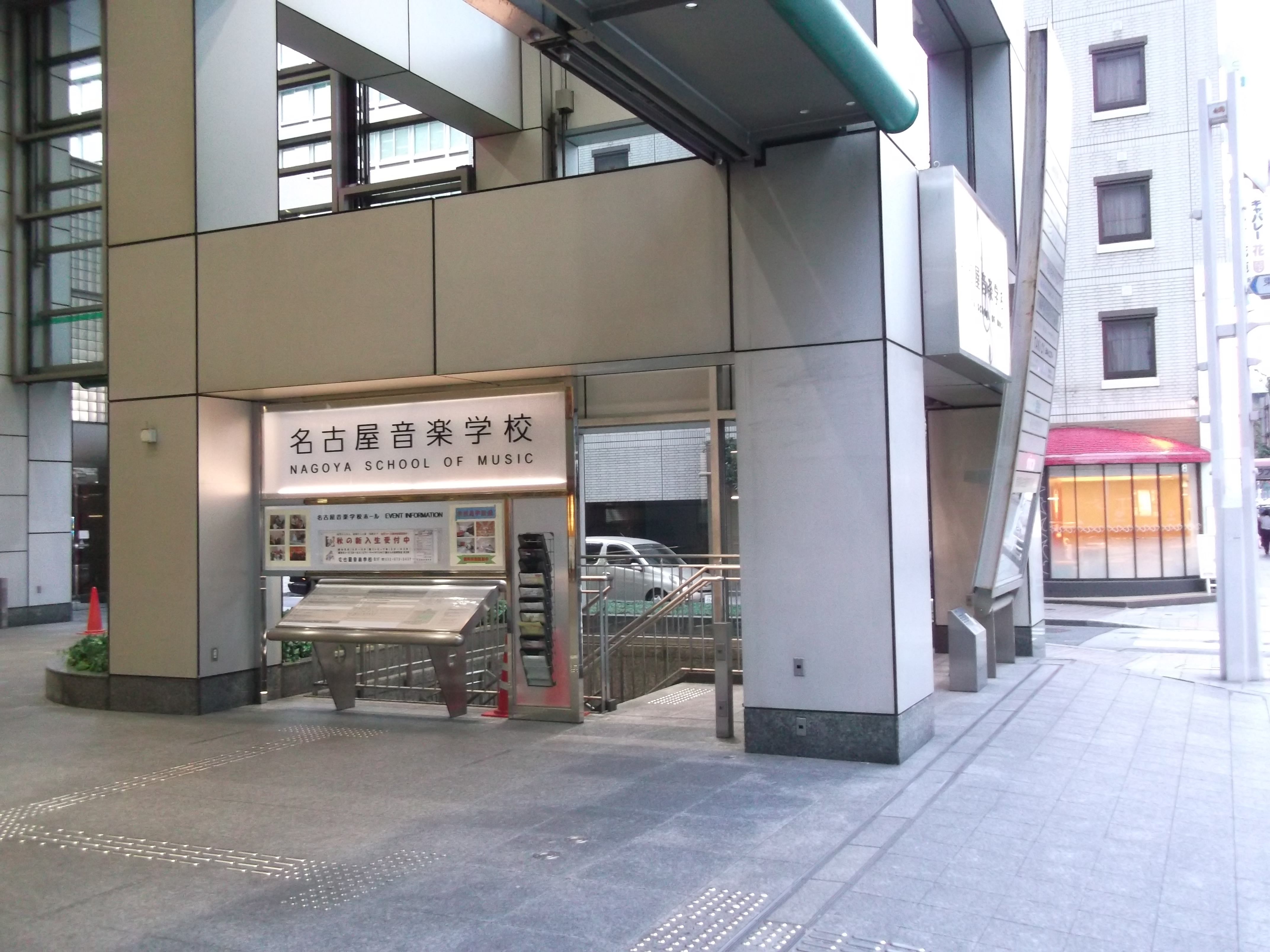
名古屋音楽学校

1907年（明治40年）7月15日、名古屋市内16町の一部の区域を統合する形により新栄町が成立した。翌年名古屋市において区政が実施され、新栄町は中区に属することとなる。1944年（昭和19年）には中区から新設された栄区に属することとなるが、第二次世界大戦の戦災により人口が激減したため翌年栄区は中区と統合され、再び中区に属することとなる。
大正期から昭和50年代にかけて周囲の6町の全部または一部を町域として編入しつつ、1969年（昭和44年）から1981年（昭和56年）にかけ住居表示実施により町域の一部が栄四丁目などの9町に組み入れられ、現在に至っている。なお、住居表示による「新栄町」町域の編入先には「新栄」もある。

### 新栄
1977年（昭和52年）10月23日、名古屋市中区20町の全部および中区・千種区13町の一部により新栄一丁目・二丁目・三丁目が成立した。その後1979年（昭和54年）・1981年（昭和56年）に周囲の5町の全部または一部を編入し、現在に至っている。

## 地理
「新栄町」地区は広小路通の北側（広小路久屋東交差点－東新町交差点間）に接する地域であり、錦通（錦通久屋交差点－東新町北交差点間）との間に挟まれる形となっている。「新栄」地区は、北側の境は広小路通、南側の境は若宮大通、東側の境はJR中央線、西側の境は空港線となる地域である。また、新栄二丁目・三丁目を国道153号（飯田街道）が貫通している。
地形的な面では「新栄町」地区は、東新町交差点から広小路久屋東交差点に向け西向きに登り坂となっている。「新栄」地区はアクシオス千種が所在する北東端が明確な登り坂となっているが、名古屋台地の特徴である緩やかな南西方向への下り斜面となっている（体感的にはほぼ平坦である）。
地名を冠する名古屋市営地下鉄東山線新栄町駅は、当地区内ではなく東区葵一丁目の錦通地下に所在している。新栄町駅から見た場合、「新栄」地区は区境を越えた駅南側に位置することとなる。
「新栄」地区の北部では基本的に新栄町駅が最寄り駅となるが、地区北部でも東寄りの千郷町交差点（広小路通・市道赤萩町線交点）周辺では千種駅の方が利便性が高い。新栄町駅・千種駅とも地区の南部から見ると距離が開いており、千早交差点（若宮大通・市道赤萩町線・市道葵町線交点）周辺では、JR鶴舞駅の方が便が良い。さらに、南西端の丸田町交差点（空港線・若宮大通交点）付近では、わずかな差ではあるが矢場町駅（地下鉄名城線）が徒歩での最寄り駅となる。
「新栄町」地区の場合は、広義の栄地区に属することもあり、最寄り駅として栄駅（地下鉄東山線・名城線）を利用するのが最も便利である。

## 世帯数と人口
2019年（平成31年）1月1日現在の世帯数と人口は以下の通りである。

### 新栄
| 区     | 丁目       | 世帯数    | 人口     |
| ------ | ---------- | --------- | -------- |
| 中区   | 新栄一丁目 | 3,961世帯 | 5,189人  |
| 中区   | 新栄二丁目 | 3,088世帯 | 4,212人  |
| 中区   | 新栄三丁目 | 2,481世帯 | 3,697人  |
| 中区   | 中区 計    | 9,530世帯 | 13,098人 |
|        |            |           |          |
| 千種区 | 新栄三丁目 | 90世帯    | 190人    |
|        |            |           |          |
| 計     | 計         | 9,620世帯 | 13,288人 |

### 新栄町
| 町丁   | 世帯数 | 人口 |
| ------ | ------ | ---- |
| 新栄町 | 10世帯 | 12人 |

## 公立小中学校の学区
「新栄町」地区は名古屋市立新栄小学校区に属している。「新栄」地区もその大部分を新栄小学校区が占めるが、地区南部は名古屋市立千早小学校区であり、南東部丸田町交差点周辺には名古屋市立老松小学校区となっている地域がある。また千種区新栄三丁目については、名古屋市立千石小学校区となっている。
中区の3小学校の進学先となる公立中学校は名古屋市立白山中学校である。また千石小学校の進学先中学校は名古屋市立今池中学校である。名古屋市では公立学校選択制が導入されていないため、住居の移転を伴わない場合、卒業した小学校により進学先の公立中学校が決まることとなる。
※記述にあたっては、『名古屋の町（大字）・丁目別人口（平成22年国勢調査）』行政区別統計表を参照した。

## 本社を置く企業

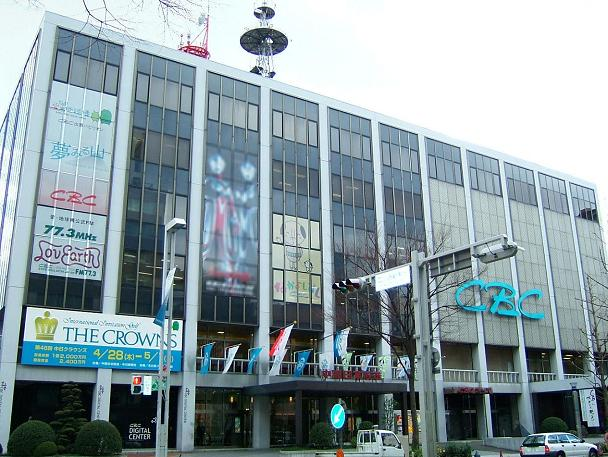
中部日本放送社屋（新栄一丁目）

### 新栄一丁目

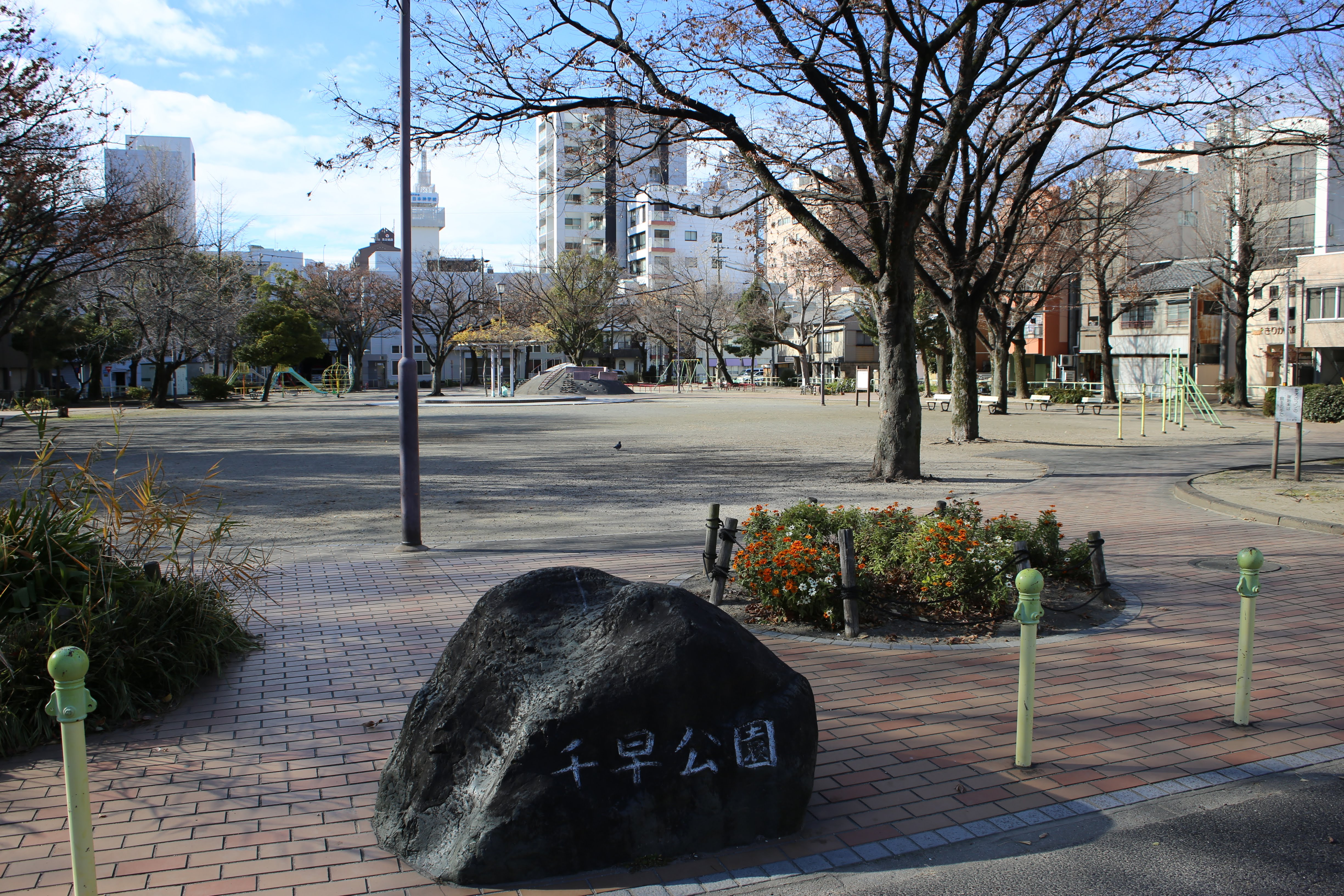
千早公園
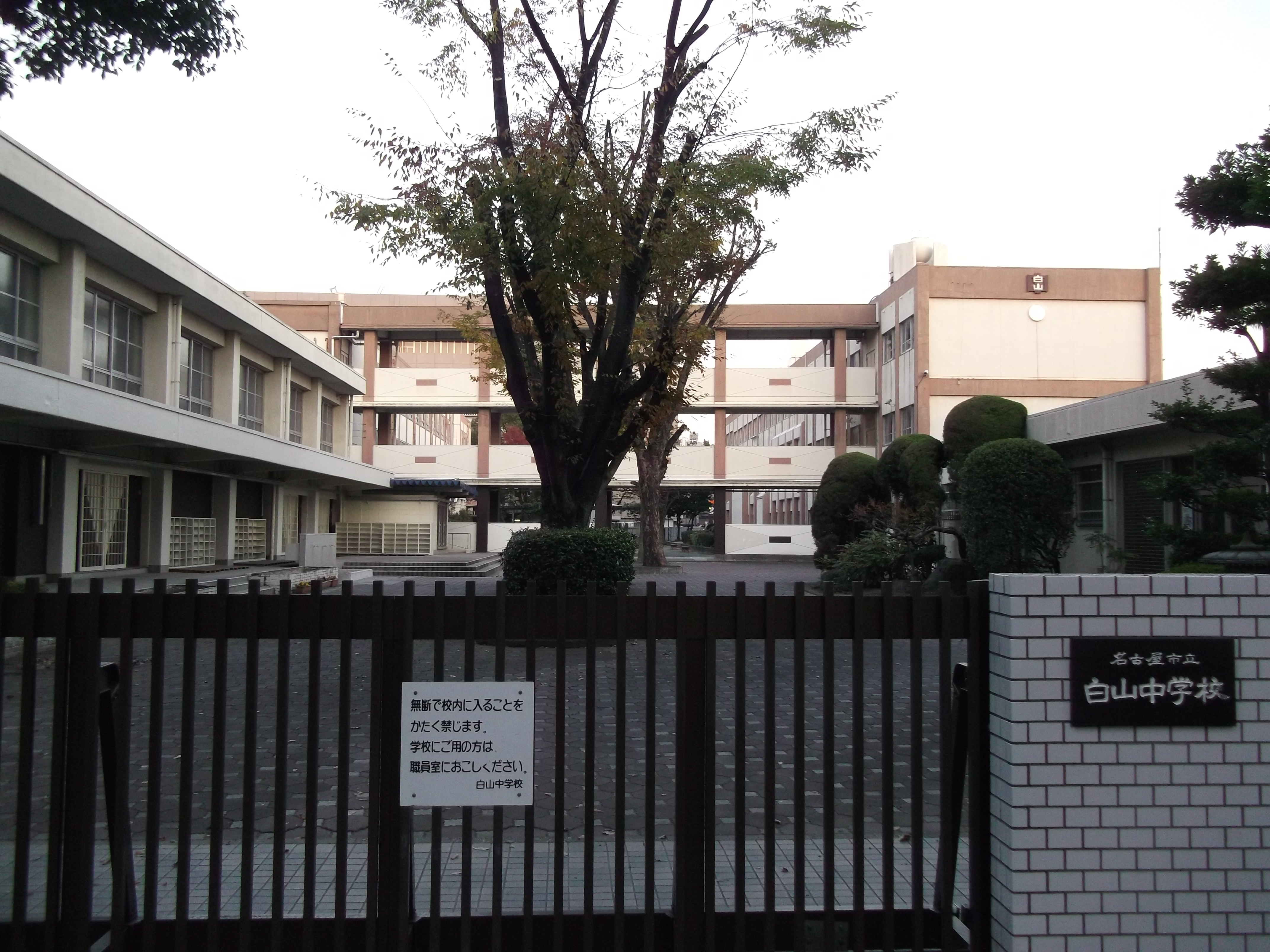
名古屋市立白山中学校
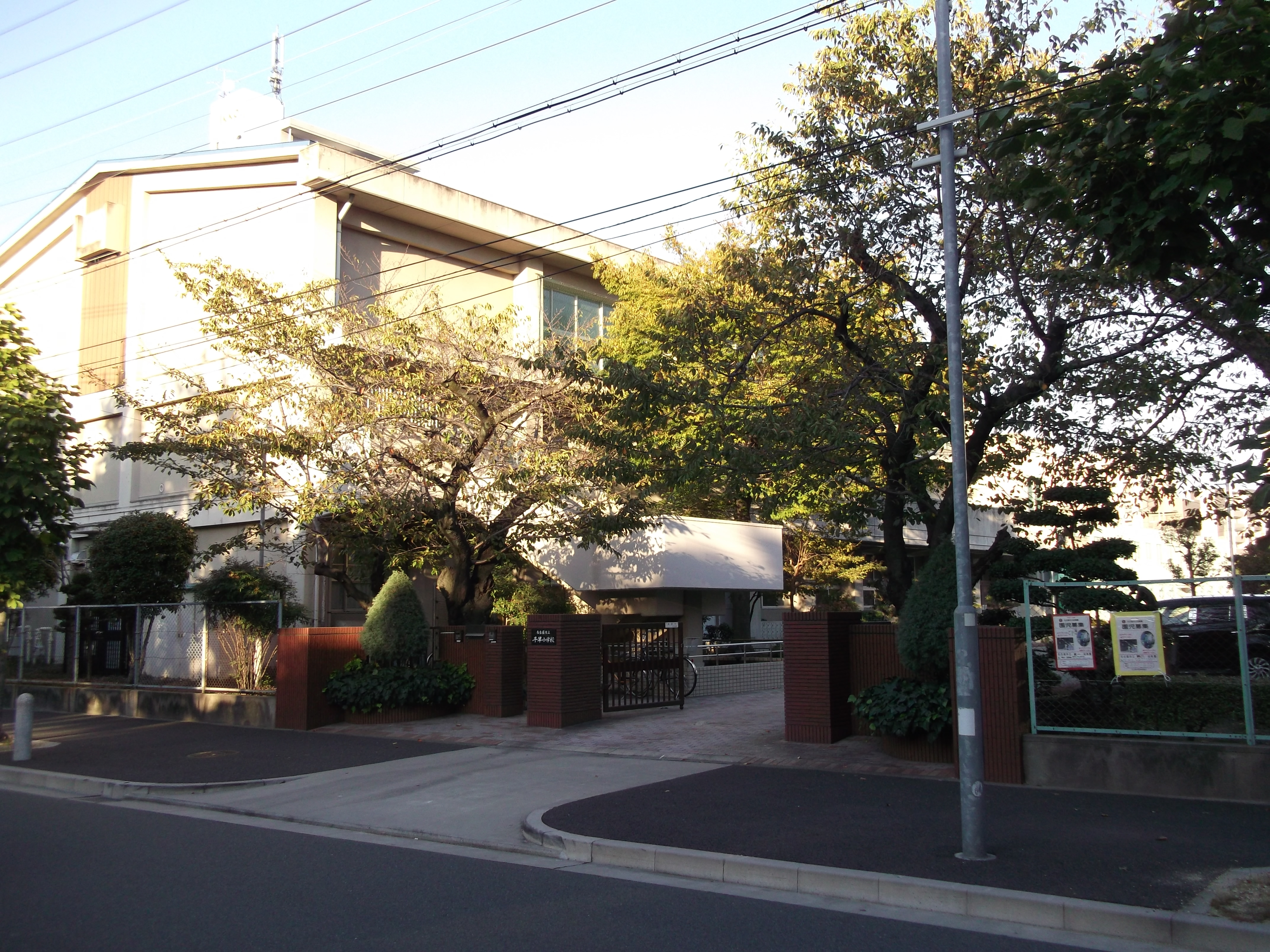
名古屋市立千早小学校

- 中部日本放送 (CBC)
  - 後述するCBCテレビ及びCBCラジオを子会社に持つ認定放送持株会社である。
- CBCテレビ
  - CBCの子会社。TBSテレビをキー局とするJNN系列のテレビ局である。
- CBCラジオ
  - CBCの子会社。TBSラジオをキー局とするJRN系列のラジオ局である。
- 流行発信ホールディングス
  - 流行発信
    - 東海地区向けファッション誌などを発行する出版社。
- サンワハウス
- エスワイフード
  - 居酒屋チェーン「世界の山ちゃん」などを展開する。
- 東海労働金庫
- エムリット[14]
  - カーエアコン用クリーンエアフィルタ「エムリットフィルター」を販売する。

### 新栄二丁目
- 佐波商事
  - DIAMOND HALLの運営や多目的スペースのレンタルを行っている。

### 新栄町
- 丸八証券
- アイホン

## 主な施設

### 新栄一丁目
- 愛知県教育会館

愛知県教育・スポーツ振興財団が管理する施設で、愛知県内の公立学校の校長会、PTA会、教員組合などの事務所がある。
- 千早公園
- 名古屋市立白山中学校
- 名古屋市立千早小学校

- 千早公園
- 名古屋市立白山中学校
- 名古屋市立千早小学校

### 新栄二丁目
- 雲竜フレックスビル
  - DIAMOND HALL（ライブハウス）
  - HeartLand（ライブハウス)
  - 名古屋新栄郵便局
- スポルト名古屋（ボウリング場）
  - 新栄フットサルアリーナ（フットサルコート）
- 白山神社

神社内に白山古墳がある。
- バロー新栄店
- パルル parlwr
- 名古屋白山郵便局

### 新栄三丁目

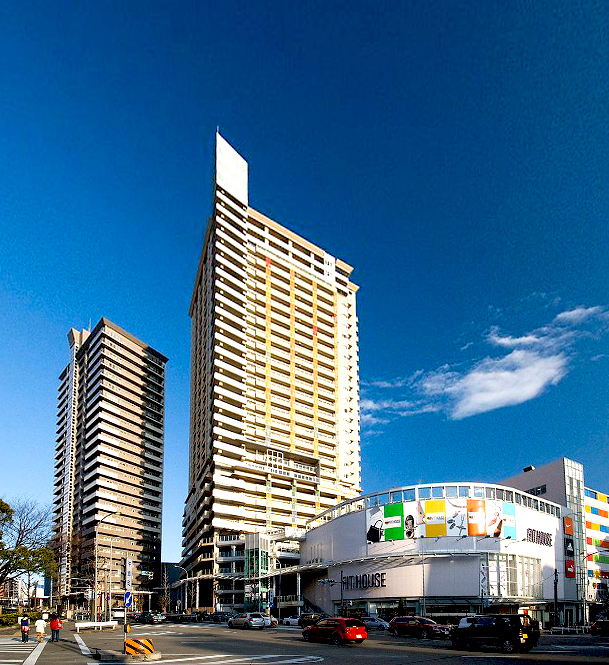
アクシオス千種
- 新栄公園
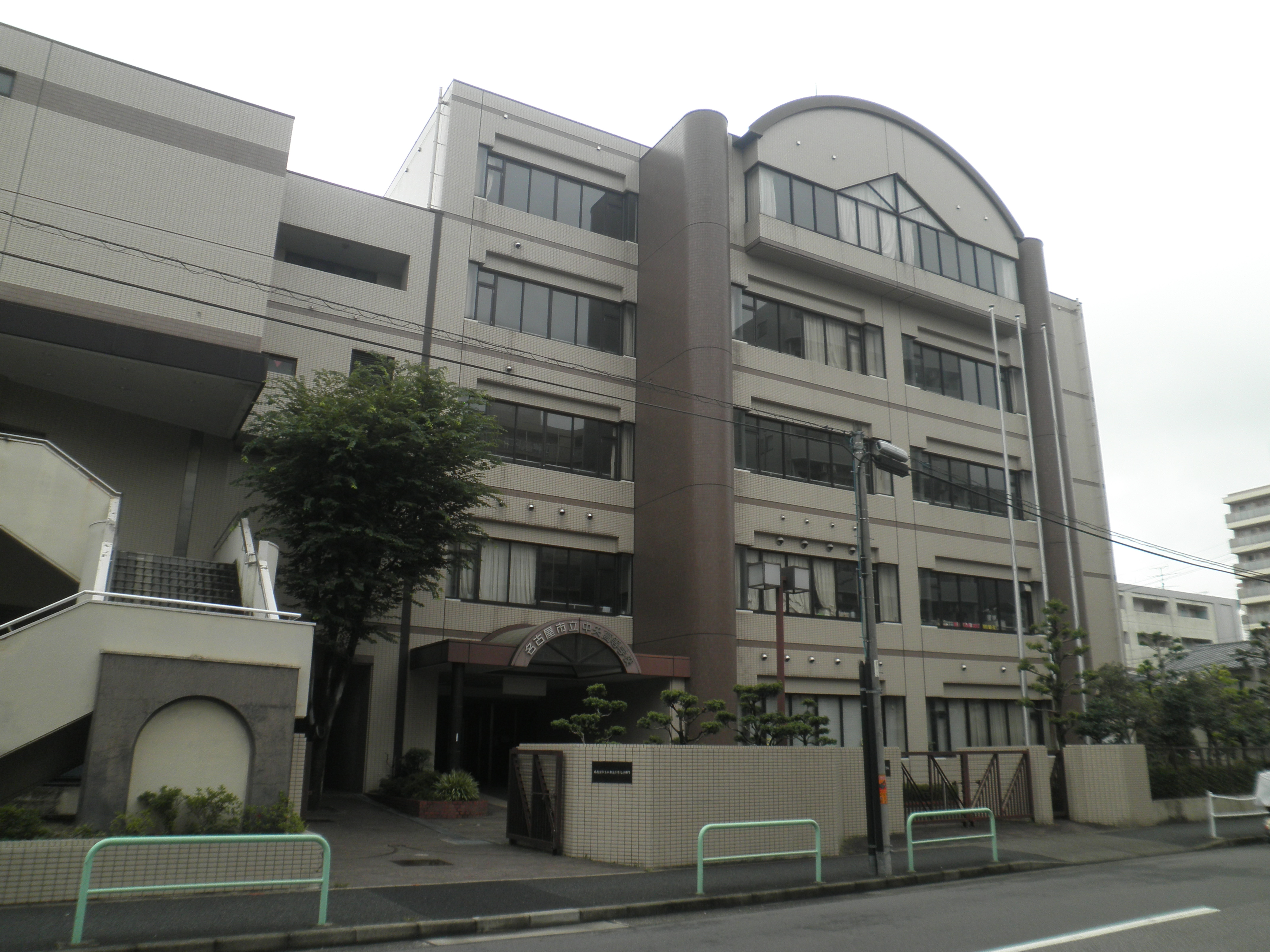
名古屋市立中央高等学校
- 名古屋市立新栄小学校

地区の住居表示名の由来の一つとなった。市立中央高等学校の北側に隣接している。
- 名古屋千郷郵便局

- アクシオス千種
- 市立中央高等学校

### 新栄町
- 明治安田生命名古屋ビル
- 名古屋東部県税事務所
- 名古屋音楽学校
- 名古屋東新町郵便局

- 明治安田生命名古屋ビル
- 名古屋音楽学校

## 交通
鉄道駅は当地域内にはない。新栄町駅などの近隣地域に所在する駅を利用するか、名古屋市営バスなどを用いて栄、名古屋駅などのターミナル駅に出ることとなる。
道路についても、名古屋市内の主要幹線道路は当地域と他地域の境に位置しているケースが大半であり、当地域内を通過するものは国道153号（飯田街道）ぐらいである。
なお、名古屋高速都心環状線の東新町入口は新栄一丁目に接する空港線に所在しており、当地域から利用可能である（東新町出口は東区東桜に所在する）。
また、「新栄」地区南西端の丸田町交差点上で名古屋高速都心環状線と2号東山線が交差し、丸田町ジャンクションとなっている。

### 鉄道
当地域内には所在しない

### 道路
- 飯田街道（国道153号）
- 広小路通（愛知県道60号名古屋長久手線）
- 空港線（名古屋市道堀田高岳線）
- 若宮大通
- 名古屋市道葵町線
- 名古屋市道赤萩町線

### 高速道路
- 名古屋高速都心環状線
- 名古屋高速2号東山線
- 丸田町ジャンクション
- 東新町入口

## その他

### 日本郵便
- 集配担当する郵便局は以下の通りである[16]。

| 区     | 町丁   | 郵便番号 | 郵便局         |
| ------ | ------ | -------- | -------------- |
| 千種区 | 新栄   | 464-0859 | 千種郵便局     |
| 中区   | 新栄   | 460-0007 | 名古屋中郵便局 |
| 中区   | 新栄町 | 460-0004 | 名古屋中郵便局 |